# West End, Bahamas
West End är en stad i Bahamas. Staden hade en befolkning på 13 577 invånare år 2012, och ligger på ön Grand Bahama.